# Großer Preis der Emilia-Romagna 2025
Der Große Preis der Emilia-Romagna 2025 (offiziell Formula 1 AWS Gran Premio del Made In Italy e dell’Emilia-Romagna 2025) fand am 18. Mai auf dem Autodromo Enzo e Dino Ferrari in Imola statt und war das siebte Rennen der Formel-1-Weltmeisterschaft 2025.

## Bericht

### Hintergründe
Nach dem Großen Preis von Miami führte Oscar Piastri in der Fahrerwertung mit 16 Punkten vor Lando Norris und mit 32 Punkten vor Max Verstappen. In der Konstrukteurswertung führte McLaren mit 105 Punkten vor Mercedes und mit 141 Punkten vor Red Bull.
Beim Großen Preis der Emilia-Romagna stellte Pirelli den Fahrern die Reifenmischungen C4 Hard (weiß), C5 Medium (gelb) und C6 Soft (rot) sowie Cinturato Intermediates (grün) und Cinturato Full-Wets (blau) für nasse Bedingungen zur Verfügung. Die Reifenmischung C6 Soft (rot) war der weichste der aktuellen Bandbreite und wurde zum ersten Mal eingesetzt.
Im Vorfeld des Rennwochenendes gab es einen Fahrerwechsel. Bei Alpine ersetzte der Argentinier Franco Colapinto den Australier Jack Doohan. Colapintos Einsatz war zunächst auf fünf Rennwochenenden befristet, Doohan blieb als Ersatzfahrer im Team.
Verstappen (acht), Liam Lawson (sechs), Piastri, Nico Hülkenberg (jeweils vier), Norris (drei), Fernando Alonso, Lance Stroll, Esteban Ocon, Oliver Bearman, Carlos Sainz jr., Alexander Albon, Colapinto (jeweils zwei) und George Russell (einer) gingen mit Strafpunkten ins Rennwochenende.
Mit Verstappen (dreimal) und Lewis Hamilton (einmal) traten zwei ehemaligen Sieger zu diesem Grand Prix an. Alonso konnte einmal den Großen Preis von San Marino gewinnen, der ebenfalls auf dem Autodromo Enzo e Dino Ferrari ausgetragen wurde.
Als Rennkommissare für dieses Rennwochenende fungierten Nish Shetty (SGP), Loïc Bacquelaine (BEL), Vitantonio Liuzzi (ITA) und Valerio Brizzolari (ITA).

### Training
Im ersten freien Training fuhr Piastri in 1:16,545 Minuten die Bestzeit vor Norris und Sainz jr.
Das zweite freie Training entschied erneut Piastri in 1:15,293 Minuten für sich, gefolgt von Norris und Pierre Gasly im Alpine.
Im dritten freien Training stand dann Norris mit 1:14,897 Minuten an der Spitze vor Piastri und Verstappen.

### Qualifying
Das Qualifying bestand aus drei Teilen mit einer Nettolaufzeit von 45 Minuten. Im ersten Qualifying-Segment (Q1) hatten die Fahrer 18 Minuten Zeit, um sich für das Rennen zu qualifizieren. Alle Fahrer, die im ersten Abschnitt eine Zeit erzielten, die maximal 107 Prozent der schnellsten Rundenzeit betrug, qualifizierten sich für den Grand Prix. Die besten 15 Fahrer erreichten den nächsten Teil. Verstappen war Schnellster. Lawson, Hülkenberg, beide Haas-Piloten und Yūki Tsunoda (ohne Zeit) schieden aus. Der Abschnitt wurde nach einem Unfall von Tsundoa mit der roten Flagge unterbrochen. Nach Ablauf der Zeit verunfallte dann auch Colapinto und die Session wurde erneut mit roter Flagge unterbrochen. Q2 startete daher mit Verzögerung.
Der zweite Abschnitt (Q2) dauerte 15 Minuten. Die zehn schnellsten Piloten qualifizierten sich für den dritten Teil des Qualifyings. Sainz jr. im Williams war überraschend Schnellster. Beide Ferrari-Piloten, Andrea Kimi Antonelli, Gabriel Bortoleto und Colapinto schieden aus.
Der finale Abschnitt (Q3) ging über eine Zeit von zwölf Minuten, in denen die ersten zehn Startpositionen vergeben wurden. Piastri war in 1:14,670 Minuten Schnellster vor Verstappen und Russell. Für Piastri war es die dritte Pole-Position in der Formel-1-Weltmeisterschaft.

### Rennen
Aus der Pole-Position gestartet musste Piastri Verstappen außen vorbeilassen. Während sich Piastri auf den innen fahrenden Russell konzentrierte, bremste Verstappen außen spät und zog vorbei.
In Führung liegend konnte Verstappen innerhalb von acht Runden Piastri auf 1,7 Sekunden distanzieren. Unmittelbar dahinter Russell und Norris, der in der elften Runde Russell überholte. Eine Runde zuvor war Charles Leclerc bereits bei seinem ersten Boxenstopp, er wechselte von Medium auf Hard. Dieser Undercut brachte Leclerc nach dem Stopp von Russell an ihm vorbei. McLaren holte den zweitplatzierten Piastri in der 13. Runde an die Box und sie setzten dadurch den führenden Verstappen unter Druck. Doch der Undercut gegen Verstappen gelang nicht, er blieb nach seinem Reifenwechsel an der Spitze. In der 29. Runde kam Norris zum Stopp. Als er zur Box herausfuhr, gab es eine virtuelle Safety-Car-Phase, weil Esteban Ocon seinen Haas mit einem Defekt abstellen musste. Verstappen nutzte die Gelbphase, um seinen Boxenstopp zeitsparend zu absolvieren. Nach dem Restart führte Verstappen mit rund 20 Sekunden Vorsprung auf Norris und mit 26 Sekunden Vorsprung auf Albon das Rennen an. Dank dieses Stopps unter Gelb hatte Verstappen seine Gegner so weit distanziert, dass der Sieg in griffnähe war. In der 40. Runde überholt Piastri Albon auf dem dritten Platz.
In der 45. Runde rollte Antonelli wegen eines Defekts am Mercedes aus. Diesmal kam das Safety-Car auf die Strecke und reihte das Fahrerfeld hinter sich auf. Das Red Bull Team reagierte sofort und sie legten mit dem Auto von Verstappen den zweiten Boxenstopp ein. Die beiden McLaren hingegen blieben auf der Strecke, an der Spitze behauptete sich Verstappen, der nach der ersten Runde nach dem Neustart bereits 1,8 Sekunden Vorsprung hatte auf die Konkurrenz. Norris überholte den zweitplatzierten Teamkollegen in der 58. Runde. Bester Ferrari in Imola war Lewis Hamilton mit dem vierten Rang, die Ferraris konnten zu keinem Zeitpunkt mit McLaren und Red Bull mithalten.

## Meldeliste
| Team                                        | Nr. | Stammfahrer           | Chassis                           | Motor      | Reifen |
| ------------------------------------------- | --- | --------------------- | --------------------------------- | ---------- | ------ |
| Oracle Red Bull Racing                      | 01  | Max Verstappen        | Red Bull Racing RB21              | Honda RBPT | P      |
| Oracle Red Bull Racing                      | 22  | Yuki Tsunoda          | Red Bull Racing RB21              | Honda RBPT | P      |
| McLaren Formula 1 Team                      | 81  | Oscar Piastri         | McLaren MCL39                     | Mercedes   | P      |
| McLaren Formula 1 Team                      | 04  | Lando Norris          | McLaren MCL39                     | Mercedes   | P      |
| Scuderia Ferrari HP                         | 16  | Charles Leclerc       | Ferrari SF-25                     | Ferrari    | P      |
| Scuderia Ferrari HP                         | 44  | Lewis Hamilton        | Ferrari SF-25                     | Ferrari    | P      |
| Mercedes-AMG Petronas Formula One Team      | 63  | George Russell        | Mercedes-AMG F1 W16 E Performance | Mercedes   | P      |
| Mercedes-AMG Petronas Formula One Team      | 12  | Andrea Kimi Antonelli | Mercedes-AMG F1 W16 E Performance | Mercedes   | P      |
| Aston Martin Aramco Formula One Team        | 18  | Lance Stroll          | Aston Martin AMR25                | Mercedes   | P      |
| Aston Martin Aramco Formula One Team        | 14  | Fernando Alonso       | Aston Martin AMR25                | Mercedes   | P      |
| BWT Alpine F1 Team                          | 10  | Pierre Gasly          | Alpine A525                       | Renault    | P      |
| BWT Alpine F1 Team                          | 43  | Franco Colapinto      | Alpine A525                       | Renault    | P      |
| MoneyGram Haas F1 Team                      | 31  | Esteban Ocon          | Haas VF-25                        | Ferrari    | P      |
| MoneyGram Haas F1 Team                      | 87  | Oliver Bearman        | Haas VF-25                        | Ferrari    | P      |
| Visa Cash App Racing Bulls Formula One Team | 06  | Isack Hadjar          | Racing Bulls VCARB 02             | Honda RBPT | P      |
| Visa Cash App Racing Bulls Formula One Team | 30  | Liam Lawson           | Racing Bulls VCARB 02             | Honda RBPT | P      |
| Atlassian Williams Racing                   | 23  | Alexander Albon       | Williams FW47                     | Mercedes   | P      |
| Atlassian Williams Racing                   | 55  | Carlos Sainz jr.      | Williams FW47                     | Mercedes   | P      |
| Stake F1 Team Kick Sauber                   | 27  | Nico Hülkenberg       | Kick Sauber C45                   | Ferrari    | P      |
| Stake F1 Team Kick Sauber                   | 05  | Gabriel Bortoleto     | Kick Sauber C45                   | Ferrari    | P      |

## Klassifikationen

### Qualifying
| Pos.                                                                      | Fahrer                | Konstrukteur                 | Q1         | Q2       | Q3       | Start |
| ------------------------------------------------------------------------- | --------------------- | ---------------------------- | ---------- | -------- | -------- | ----- |
| 01                                                                        | Oscar Piastri         | McLaren-Mercedes             | 1:15,500   | 1:15,214 | 1:14,670 | 01    |
| 02                                                                        | Max Verstappen        | Red Bull Racing-Honda RBPT   | 1:15,175   | 1:15,394 | 1:14,704 | 02    |
| 03                                                                        | George Russell        | Mercedes                     | 1:15,852   | 1:15,334 | 1:14,807 | 03    |
| 04                                                                        | Lando Norris          | McLaren-Mercedes             | 1:15,894   | 1:15,261 | 1:14,962 | 04    |
| 05                                                                        | Fernando Alonso       | Aston Martin Aramco-Mercedes | 1:15,695   | 1:15,442 | 1:15,431 | 05    |
| 06                                                                        | Carlos Sainz jr.      | Williams-Mercedes            | 1:15,987   | 1:15,198 | 1:15,432 | 06    |
| 07                                                                        | Alexander Albon       | Williams-Mercedes            | 1:16,123   | 1:15,521 | 1:15,473 | 07    |
| 08                                                                        | Lance Stroll          | Aston Martin Aramco-Mercedes | 1:15,817   | 1:15,497 | 1:15,581 | 08    |
| 09                                                                        | Isack Hadjar          | Racing Bulls-Honda RBPT      | 1:16,253   | 1:15,510 | 1:15,746 | 09    |
| 10                                                                        | Pierre Gasly          | Alpine-Renault               | 1:15,937   | 1:15,505 | 1:15,787 | 10    |
| 11                                                                        | Charles Leclerc       | Ferrari                      | 1:16,108   | 1:15,604 | –        | 11    |
| 12                                                                        | Lewis Hamilton        | Ferrari                      | 1:16,163   | 1:15,765 | –        | 12    |
| 13                                                                        | Andrea Kimi Antonelli | Mercedes                     | 1:15,943   | 1:15,772 | –        | 13    |
| 14                                                                        | Gabriel Bortoleto     | Kick Sauber-Ferrari          | 1:16,340   | 1:16,260 | –        | 14    |
| 15                                                                        | Franco Colapinto      | Alpine-Renault               | 1:16,256   | –        | –        | 16    |
| 16                                                                        | Liam Lawson           | Racing Bulls-Honda RBPT      | 1:16,379   | –        | –        | 15    |
| 17                                                                        | Nico Hülkenberg       | Kick Sauber-Ferrari          | 1:16,518   | –        | –        | 17    |
| 18                                                                        | Esteban Ocon          | Haas-Ferrari                 | 1:16,613   | –        | –        | 18    |
| 19                                                                        | Oliver Bearman        | Haas-Ferrari                 | 1:16,918   | –        | –        | 19    |
| 107-Prozent-Zeit: 1:20,437 min (bezogen auf Q1-Bestzeit von 1:15.175 min) |                       |                              |            |          |          |       |
| DNQ                                                                       | Yūki Tsunoda          | Red Bull Racing-Honda RBPT   | keine Zeit | –        | –        | Box   |

Anmerkungen
1. ↑  Colapinto wurde um einen Startplatz nach hinten versetzt, da er in Q1 vor Bekanntgabe der Wiederaufnahmezeit der Session in die Fast Lane der Boxengasse fuhr.
2. ↑  Tsunoda konnte aufgrund seines Unfalls im Qualifying keine Zeit setzen, ihm wurde aber erlaubt, das Rennen zu starten, da er im Training ausreichend schnell gefahren war. Dabei startete er aus der Boxengasse, da an seinem Wagen Teile getauscht wurden, als er unter Parc fermé-Bediungungen stand.

### Rennen
| Pos.                                                              | Fahrer                | Konstrukteur                 | Runden | Stopps | Zeit        | Start | Schnellste Runde |
| ----------------------------------------------------------------- | --------------------- | ---------------------------- | ------ | ------ | ----------- | ----- | ---------------- |
| 01                                                                | Max Verstappen        | Red Bull Racing-Honda RBPT   | 63     | 2      | 1:31:33,199 | 02    | 1:17,988 (58.)   |
| 02                                                                | Lando Norris          | McLaren-Mercedes             | 63     | 2      | + 6,109     | 04    | 1:18,311 (63.)   |
| 03                                                                | Oscar Piastri         | McLaren-Mercedes             | 63     | 2      | + 12,956    | 01    | 1:18,894 (56.)   |
| 04                                                                | Lewis Hamilton        | Ferrari                      | 63     | 2      | + 14,356    | 12    | 1:18,265 (61.)   |
| 05                                                                | Alexander Albon       | Williams-Mercedes            | 63     | 2      | + 17,945    | 07    | 1:18,289 (63.)   |
| 06                                                                | Charles Leclerc       | Ferrari                      | 63     | 2      | + 20,774    | 11    | 1:19,048 (56.)   |
| 07                                                                | George Russell        | Mercedes                     | 63     | 2      | + 22,034    | 03    | 1:19,733 (55.)   |
| 08                                                                | Carlos Sainz jr.      | Williams-Mercedes            | 63     | 2      | + 22,898    | 06    | 1:19,836 (58.)   |
| 09                                                                | Isack Hadjar          | Racing Bulls-Honda RBPT      | 63     | 2      | + 23,586    | 09    | 1:19,473 (60.)   |
| 10                                                                | Yūki Tsunoda          | Red Bull Racing-Honda RBPT   | 63     | 1      | + 26,446    | Box   | 1:20,039 (60.)   |
| 11                                                                | Fernando Alonso       | Aston Martin Aramco-Mercedes | 63     | 2      | + 27,250    | 05    | 1:19,894 (61.)   |
| 12                                                                | Nico Hülkenberg       | Kick Sauber-Ferrari          | 63     | 1      | + 30,296    | 17    | 1:20,401 (62.)   |
| 13                                                                | Pierre Gasly          | Alpine-Renault               | 63     | 2      | + 31,424    | 10    | 1:20,398 (58.)   |
| 14                                                                | Liam Lawson           | Racing Bulls-Honda RBPT      | 63     | 2      | + 32,511    | 15    | 1:20,473 (60.)   |
| 15                                                                | Lance Stroll          | Aston Martin Aramco-Mercedes | 63     | 2      | + 32,993    | 08    | 1:20,501 (58.)   |
| 16                                                                | Franco Colapinto      | Alpine-Renault               | 63     | 2      | + 33,411    | 16    | 1:20,345 (57.)   |
| 17                                                                | Oliver Bearman        | Haas-Ferrari                 | 63     | 2      | + 33,808    | 19    | 1:19,521 (52.)   |
| 18                                                                | Gabriel Bortoleto     | Kick Sauber-Ferrari          | 63     | 2      | + 38,572    | 14    | 1:20,630 (57.)   |
| –                                                                 | Andrea Kimi Antonelli | Mercedes                     | 47     | 1      | DNF         | 13    | 1:20,620 (33.)   |
| –                                                                 | Esteban Ocon          | Haas-Ferrari                 | 29     | 1      | DNF         | 18    | 1:21,413 (03.)   |
| Fahrer des Tages: Max Verstappen (19,0 % der abgegebenen Stimmen) |                       |                              |        |        |             |       |                  |

## WM-Stände nach dem Rennen
Die ersten zehn des Rennens bekamen 25, 18, 15, 12, 10, 8, 6, 4, 2 bzw. 1 Punkt(e).

### Fahrerwertung
| Pos. | Fahrer                | Konstrukteur                 | Punkte |
| ---- | --------------------- | ---------------------------- | ------ |
| 01   | Oscar Piastri         | McLaren-Mercedes             | 146    |
| 02   | Lando Norris          | McLaren-Mercedes             | 133    |
| 03   | Max Verstappen        | Red Bull Racing-Honda RBPT   | 124    |
| 04   | George Russell        | Mercedes                     | 99     |
| 05   | Charles Leclerc       | Ferrari                      | 61     |
| 06   | Lewis Hamilton        | Ferrari                      | 53     |
| 07   | Andrea Kimi Antonelli | Mercedes                     | 48     |
| 08   | Alexander Albon       | Williams-Mercedes            | 40     |
| 09   | Esteban Ocon          | Haas-Ferrari                 | 14     |
| 10   | Lance Stroll          | Aston Martin Aramco-Mercedes | 14     |
| 11   | Carlos Sainz jr.      | Williams-Mercedes            | 11     |

| Pos. | Fahrer            | Konstrukteur                                       | Punkte |
| ---- | ----------------- | -------------------------------------------------- | ------ |
| 12   | Yūki Tsunoda      | Red Bull Racing-Honda RBPT/Racing Bulls-Honda RBPT | 10     |
| 13   | Pierre Gasly      | Alpine-Renault                                     | 7      |
| 14   | Isack Hadjar      | Racing Bulls-Honda RBPT                            | 7      |
| 15   | Nico Hülkenberg   | Kick Sauber-Ferrari                                | 6      |
| 16   | Oliver Bearman    | Haas-Ferrari                                       | 6      |
| 17   | Fernando Alonso   | Aston Martin Aramco-Mercedes                       | 0      |
| 18   | Liam Lawson       | Racing Bulls-Honda RBPT/Red Bull Racing-Honda RBPT | 0      |
| 19   | Jack Doohan       | Alpine-Renault                                     | 0      |
| 20   | Gabriel Bortoleto | Kick Sauber-Ferrari                                | 0      |
| 21   | Franco Colapinto  | Alpine-Renault                                     | 0      |

### Konstrukteurswertung
| Pos. | Konstrukteur               | Punkte |
| ---- | -------------------------- | ------ |
| 01   | McLaren-Mercedes           | 279    |
| 02   | Mercedes                   | 147    |
| 03   | Red Bull Racing-Honda RBPT | 131    |
| 04   | Ferrari                    | 114    |
| 05   | Williams-Mercedes          | 51     |

| Pos. | Konstrukteur                 | Punkte |
| ---- | ---------------------------- | ------ |
| 06   | Haas-Ferrari                 | 20     |
| 07   | Aston Martin Aramco-Mercedes | 14     |
| 08   | Racing Bulls-Honda RBPT      | 10     |
| 09   | Alpine-Renault               | 7      |
| 10   | Kick Sauber-Ferrari          | 6      |